# 조용준 (배우)
조용준(1984년 6월 15일 ~ )은 대한민국의 배우이다.

## 학력
- 한국예술종합학교 연기과

## 출연작

### 영화
- 《방법: 재차의》 (2021년) - 조 형사 역
- 《너는 결코 서둘지 말라》 (2018년) - 명수 역
- 《컴, 투게더》 (2017년) - 안마방 남직원 1 역
- 《환자들》 (2015년)
- 《월간 전화》 (2015년)
- 《설인》 (2013년) - 박 역
- 《러브픽션》 (2012년) - 시삽 역
- 《뭘 또 그렇게까지》 (2010년) - 이민호 역
- 《후》 (2009년) - 액션배우 창배 역
- 《짐》 (2008년) - 반해욱 역
- 《오프라인》 (2008년) - 민수 역
- 《나의 친구, 그의 아내》 (2008년) - 동주 역
- 《크로싱》 (2008년) - 수용소 젊은 간수 역
- 《6년째 연애중》 (2008년) - 레코드가게 점원 역
- 《너의 의미》 (2007년)
- 《행복》 (2007년) - 요양원 사람들 역
- 《동갑내기 과외하기 레슨 2》 (2007년) - 양아치 왕초 역
- 《복면달호》 (2007년) - 서득남 역
- 《비단구두》 (2006년) - 써바이벌 1 역
- 《백만장자의 첫사랑》 (2004년) - 구호 역
- 《가장 시원하게》 (2004년) - 떡대 3 역
- 《청풍명월》 (2003년)
- 《첫사랑 사수 궐기대회》 (2003년) - 남학생 1 역
- 《신라의 달밤》 (2001년)

### 드라마
- 《욱씨남정기》 (2016년, JTBC)
- 《오렌지 마말레이드》 (2015년, KBS2) - 여리꾼 역
- 《짝패》 (2011년, MBC) - 맹돌 역
- 《밤이 되었습니다》 (2023년, U+모바일tv)  - 담임선생님 역

### 뮤직비디오
- 조관우 - 코스모스

### 광고
- LG텔레콤 기분존
- 에버랜드